# Raúl Méndez
Raúl Méndez Martínez (Torreón, Coahuila, 11 de abril de 1975) es un actor mexicano de cine, teatro y televisión.

## Biografía
Estudió y trabajo actuación en el Centro de Educación Artística de Monterrey y La Casa del Teatro con Luis de Tavira entre 1994 y 1999. Ha trabajado en numerosas producciones teatrales. Él es uno de los actores más camaleónicos de México. En 2005, fue nominado por su trabajo en Ariel Matando Cabos. Personifica a un asesino en The Legend of Zorro y a uno de los Consejeros del Secretario de Economía en la película Un mundo maravilloso. Participó en la cinta Km 31, ha sido de los más taquilleros de México, nominado para tres Ariels. También participó en la cadena Showtime FIDEL junto a Gael García y Víctor Huggo Martin. Interpretó al expresidente colombiano César Gaviria en Narcos. Estudió interpretación en el Centro de Educación Artística de Monterrey. Personifica desde un asesino en La leyenda del Zorro, como a un asistente ejecutivo en Un mundo maravilloso. Participó en la cinta KM 31 que ha sido de las más taquilleras de México, nominada a 3 Arieles. También participó en Fidel de la cadena Showtime (televisión) Showtime al lado de Gael García y Víctor Huggo Martín.   
En el 2015 participó en la exitosa serie para Netflix Sense8, donde personificaba a Joaquín Flores, un novio violento y celoso.  
En 2016 viajó a Colombia participó en la serie La viuda negra 2 crada por RTI Television para UniMas y Televisa e interpretó El Diablo Guerra.
En 2018, participó en la serie de israelí Miguel junto con el actor Ran Danker, fue grabada en Israel y Guatemala e interpretó a Martín. 
Actualmente participa en la serie Enemigo intimo interpretando Alejandro Ferrer producción de Telemundo.

## Filmografía

### Televisión
| Año       | Título                      | Personaje                            |
| --------- | --------------------------- | ------------------------------------ |
| 2023      | Senda prohibida             | Federico Rubio                       |
| 2022      | Marea alta                  | Robert Silva                         |
| 2022      | No fui mi culpa (Mexico)    | Santos                               |
| 2018-2020 | Enemigo íntimo              | Alejandro Ferrer 'El Capitán Ferrer' |
| 2018      | Miguel                      | Martín                               |
| 2017      | La fiscal de hierro         | Ernesto Padilla                      |
| 2016      | La viuda negra              | José Joaquín Guerra 'El Diablo'      |
| 2016      | Lip Sync México             | Participante                         |
| 2015-2016 | Narcos                      | César Gaviria                        |
| 2015-2017 | Sense8                      | Joaquín Flores                       |
| 2015      | Texas Rising                | Juan Seguin                          |
| 2013-2014 | El señor de los cielos      | Víctor Casillas 'Chacorta'           |
| 2012      | Lynch                       | George González.                     |
| 2012      | Paramédicos                 | Damián Molina.                       |
| 2012      | Estado de gracia            | Comandante Gonzalo Castorena.        |
| 2011      | Quererte así                | Marcial Andrade.                     |
| 2011      | El sexo débil               | Dante Camacho                        |
| 2010      | Las Aparicio                | Manuel.                              |
| 2007      | Como ama una mujer          | Diego.                               |
| 2005      | Decisiones                  | Ep: El show de Pedrito               |
| 2002      | Feliz Navidad, mamá         | Samuel                               |
| 2000      | Lo que callamos las mujeres | Octavio                              |
| 1998-1999 | El amor de mi vida          | Rodrigo                              |

### Cine
| Año  | Título                                          | Personaje           | Notas |
| ---- | ----------------------------------------------- | ------------------- | ----- |
| 2021 | Almas rotas                                     | Julian              |       |
| 2017 | Cocaine Godmother                               | Darío Sepúlveda     |       |
| 2017 | La lengua del sol                               | Ramiro              |       |
| 2015 | Las Aparicio                                    | Rodrigo             |       |
| 2014 | Visitantes                                      | Daniel              |       |
| 2014 | Fachon Models                                   | Cesar Reynoso       |       |
| 2014 | Dame tus ojos                                   | Alejandro           |       |
| 2014 | El incidente                                    | Marco               |       |
| 2013 | 5 Bravo                                         | Agustín             |       |
| 2013 | Actores S.A.                                    | Tomás               |       |
| 2013 | No sé si cortarme las venas o dejármelas largas | Aarón               |       |
| 2012 | Morelos                                         | Mariano Matamoros   |       |
| 2012 | La mala luz                                     | Eric                |       |
| 2012 | Cristiada                                       | Miguel Gómez Loza   |       |
| 2012 | Reencarnación: Una historia de amor             | Lisandro            |       |
| 2012 | Renacimiento (corto)                            | Papá                |       |
| 2012 | Colosio, el asesinato                           | Asesor Samuel Palma |       |
| 2012 | Mariachi Gringo                                 | Jorge               |       |
| 2012 | Ventanas al mar                                 | Mauricio            |       |
| 2011 | Tequila                                         | Luis / Doctor       |       |
| 2011 | Hidalgo: La historia jamás contada              | Ignacio Allende     |       |
| 2010 | Sucedió en un día                               | Raúl                |       |
| 2009 | Chamaco                                         | Manuel Quintana     |       |
| 2009 | 2033                                            | Goros               |       |
| 2009 | Amar a morir                                    | Tiburón             |       |
| 2008 | La noche es clara (corto)                       |                     |       |
| 2008 | Paraíso perdido (corto)                         | Darío               |       |
| 2008 | El viaje de Teo                                 | Alejandro           |       |
| 2007 | El último justo                                 | Agente Ramírez      |       |
| 2007 | Karma (corto)                                   | Daniel              |       |
| 2007 | La siguiente victima                            | Acosador            |       |
| 2007 | La sangre iluminada                             | Robeerto            |       |
| 2007 | Sultanes del Sur                                | Mirón en el robo    |       |
| 2006 | Kilometer 31                                    | Omar                |       |
| 2006 | Un mundo maravilloso                            | Asesor de imagen    |       |
| 2006 | Morirse en domingo                              | Eleuterio           |       |
| 2005 | The Legend of Zorro                             | Ferroq              |       |
| 2004 | Matando Cabos                                   | Botcha              |       |
| 2002 | El tigre de Santa Julia                         | Miranda             |       |
| 2002 | Fidel                                           | Rodríguez           |       |
| 2001 | Demasiado amor                                  | Sergio, guitarrista |       |
| 2001 | En el tiempo de las mariposas                   | Pedrito             |       |
| 2001 | El guardián de Red Rock                         | Lefty               |       |
| 2001 | Beso nocturno (corto)                           |                     |       |
| 2000 | Die Geiseln von Costa Rica                      | Talamanca           |       |

## Premios y reconocimientos
| Año  | Premiación              | Categoría                   | Trabajos                                        | Resultados |
| ---- | ----------------------- | --------------------------- | ----------------------------------------------- | ---------- |
| 2004 | Premios Ariel           | Mejor coactuación masculina | Matando Cabos                                   | Nominado   |
| 2013 | Premios Diosas de Plata | Mejor coactuación masculina | No sé si cortarme las venas o dejármelas largas | Nominado   |
| 2013 | Premios Tu Mundo        | Mejor actor de reparto      | El señor de los cielos                          | Nominado   |
| 2014 | Premios Tu Mundo        | Mejor actor de reparto      | El señor de los cielos 2                        | Nominado   |